# Edgartown Village Historic District
Der Edgartown Village Historic District (auch Downtown Edgartown) ist ein 150 Acres (ca. 60 ha) großer Historic District in Edgartown im Bundesstaat Massachusetts der Vereinigten Staaten. Das Gebiet umfasst rund 500 einzelne Bauwerke und wurde 1983 in das National Register of Historic Places eingetragen.

## Edgartown
Der Edgartown Village Historic District befindet sich im Zentrum der Stadt Edgartown auf der Insel Martha’s Vineyard, die rund 5 mi (8 km) vor der Südostküste von Massachusetts liegt. Edgartown selbst nimmt eine Fläche von 29,77 mi² (77,1 km²) am südöstlichen Rand der Insel ein und wird ganzjährig von rund 3000 Einwohnern bevölkert. In den Sommermonaten steigt die Einwohnerzahl auf bis zu 15.000 Personen.
Das historische Zentrum liegt auf der Westseite des Hafens der Stadt und belegt eine Gesamtfläche von rund 150 Acres (60,7 ha). Es umfasst ca. 500 Gebäude, von denen die meisten im späten 19. und frühen 20. Jahrhundert aus Holz errichtet wurden; 77 stammen jedoch aus der Zeit nach 1933. Der Historic District wird von der Water Street (North und South) und dem Pease’s Point Way (North und South) begrenzt. Innerhalb dieser Grenzen verlaufen die innenliegenden Straßen entweder parallel oder im rechten Winkel zur Water Street und bilden so ein weitgehend geradliniges Muster, dessen Ursprung auf die Grundstücksgrenzen in den 1650er Jahren und damit noch vor der Stadtgründung zurückgeht.
Die hölzernen, größtenteils weiß gestrichenen Häuser des Distrikts stehen relativ dicht beieinander und werden überwiegend von weißen Zäunen umgrenzt. Die engen Straßen sind mit Bäumen – im Wesentlichen Ulmen, Linden und Haselnuss – gesäumt. Es gibt nur fünf aus Mauerziegeln errichtete Gebäude. Aufgrund der geringen Größe des Distrikts gibt es sowohl öffentlich, privat als auch gewerblich genutzte Grundstücke bzw. Häuser, jedoch keine Industriegebäude.
Aufgrund der relativ abgeschiedenen Lage (der Ort befindet sich auf einer Insel vor dem Festland, die von den Entwicklungen im übrigen Bundesstaat abgeschnitten war und sich zudem als eigenes County – Dukes County – selbst verwaltet) ist die örtliche Architektur eher konservativ und idiosynkratisch, was sich vorwiegend in den Verzierungen der Gebäude und in der Beibehaltung von einheimischen Bauweisen ausdrückt, obwohl diese im übrigen Bundesstaat bereits seit 20 Jahren nicht mehr verwendet wurden. Im historischen Distrikt überwiegen die Architekturstile Federal und Greek Revival, jedoch waren die Stilrichtungen Italianate, Second Empire, Queen-Anne, Colonial Revival und Arts and Crafts ebenfalls wichtig für die Entwicklung des Stadtzentrums.
Das Stadtzentrum war in zwei Zeiträumen historisch bedeutsam: Im späten 18. und frühen 19. Jahrhundert war die Stadt Zentrum der Walfang-Industrie, und ab dem späten 19. Jahrhundert bis in die heutige Zeit hinein wandelte sich der Ort zu einem beliebten Ziel für Sommertouristen. Daher wurden alle Häuser, die vor 1933 errichtet wurden, unabhängig von ihrer Nutzungsart als Contributing Property im NRHP eingetragen. Ausgenommen wurden lediglich diejenigen, die im Laufe der Zeit baulich so verändert wurden, dass ihr ursprünglichen Aussehen nicht mehr zu erkennen ist; diese wurden als sog. Fremdkörper (intrusion) eingetragen. Diese Klassifizierung erhielten auch alle Gebäude mit Baudatum später als 1933 unabhängig von ihrem Aussehen.

### Frühe Besiedlung
Edgartown ist die größte und älteste Siedlung der Insel. Die in der Region Great Harbor liegende Stadt wurde 1641 vom Missionar Thomas Mayhew gegründet und war 30 Jahre lang die einzige Gemeinde auf Martha’s Vineyard, bis 1671 Takemmy, das heutige West Tisbury, im Zentrum der Insel gegründet wurde. Im 17. und 18. Jahrhundert folgten weitere kleinere Dörfer, die jedoch ebenso wie West Tisbury bis in das frühe 20. Jahrhundert hinein nicht an die Größe und Bedeutung von Edgartown heranreichten. Die ersten Häuser entstanden östlich des heutigen Pease’s Point Way.
Die Region Great Harbor wurde bis zu diesem Zeitpunkt von den Algonkin-Indianern bewohnt und trotz der seit 1641 andauernden englischen Besiedlung erst 1671 im Fort James als Edgartown eingetragen, da die Insel von 1671 bis 1682 zum Bundesstaat New York gehörte, bevor sie an die Massachusetts Bay Colony angegliedert wurde. Der Name der Stadt geht auf Prince Edgar (1667–1671), den vierten Sohn des damaligen Duke of York zurück, der im Alter von vier Jahren starb.
Die Stadtgrenzen blieben von 1671 bis 1880 nahezu unverändert. 1880 erhielt der nordwestliche Teil der Stadt als Cottage City eigene Stadtrechte, aus der 1907 das heutige Oak Bluffs hervorging. Seit 1671 ist Edgartown Sitz der Provinzregierung von Dukes County. Die Einwohnerzahl schwankte mit der konjunkturellen Entwicklung der Region, wie die folgende Tabelle aufzeigt.
| Jahr | Einwohnerzahl | Bemerkung                       |
| ---- | ------------- | ------------------------------- |
| 1653 | 75            |                                 |
| 1694 | 200           |                                 |
| 1757 | 900           |                                 |
| 1820 | 1400          |                                 |
| 1860 | 2200          | Höhepunkt der Walfang-Industrie |
| 1900 | 1200          | Abspaltung von Oak Bluffs       |

Mit der Umwandlung der Stadt vom Walfang hin zur Tourismus-Industrie stiegen zu Beginn des 20. Jahrhunderts die Einwohnerzahlen wieder an, bis sie ihr heutiges Niveau von rund 4000 Einwohnern (Stand: 2010) erreichten.

### Entwicklung der Straßenzüge
Als erste Straße wurde 1641 die Main Street rechtwinklig zum Hafenbereich angelegt, jedoch bis 1773 nicht offiziell vermessen. 1650 folgte der Pease’s Point Way und 1653 der Planting Field Way, der von der Kreuzung zwischen den beiden anderen Straßen am nördlichen Ende der Main Street in Richtung der Felder nordwestlich der Stadt führte. Die heute nicht mehr existente Mob Street wurde 1762 angelegt und mündete an ihrem südwestlichen Ende in die South Water Street. Ebenfalls zu Beginn der Besiedlung wurde der Meeting House Way errichtet, der von der Water Street bis zum namensgebenden Versammlungshaus (meeting house) führte, an dessen Standort sich heute der Friedhof der Stadt befindet. Die Straße ist heute als Cooke Street bekannt. Für die historische Entwicklung von Edgartown besonders bedeutend sind die North und South Water Street, an denen viele Schiffskapitäne ihre Häuser errichteten. Die ehemalige Pilgrim’s Alley führt von der South Water Street zum Pease’s Point Way und trägt heute den Namen High Street.

### Wirtschaft

#### 1750 bis 1860: Walfang
Die historische Bedeutung der Stadt im 19. Jahrhundert geht vorwiegend auf den ökonomischen Erfolg des Walfangs sowie zu einem kleineren Teil auf andere mit der Seefahrt zusammenhängende Tätigkeiten zurück. Von der Mitte des 17. bis zur Mitte des 19. Jahrhunderts war Edgartown das industrielle Zentrum der Insel, wo die gefangenen Wale verarbeitet wurden. Ebenso von wirtschaftlicher Bedeutung waren der Fischfang im Allgemeinen, die Erzeugung von Fischerei-Nebenprodukten aus Heringen und Schalentieren sowie die Salzgewinnung durch Meerwasserentsalzung.
Die Bauernhöfe in der Umgebung der Stadt – hauptsächlich nördlich und südlich des historischen Zentrums gelegen – sowie die nahen, auf Landwirtschaft spezialisierten Gemeinden West Tisbury, Chilmark und Aquinnah versorgten Edgartown bis zum Ende des 18. Jahrhunderts mit Lebensmitteln. Von allen Wirtschaftszweigen war die Landwirtschaft am stärksten durch den Amerikanischen Unabhängigkeitskrieg betroffen. 1778 führte Charles Grey einen britischen Angriff gegen die Insel an, der in der Vernichtung nahezu aller Nutztiere und Feldfrüchte endete. Dies führte zu einer Depression, von der sich die örtliche Landwirtschaft erst nach Ende des Krieges langsam wieder erholte. Auch die Einwohnerzahl der Insel ging aus diesem Grund während des Kriegs spürbar zurück und stieg erst wieder mit dem Aufstieg des Walfangs zum Hauptwirtschaftszweig im frühen 19. Jahrhundert an.
Walfang wurde auf Martha’s Vineyard bereits vor dem Beginn der britischen Besiedlung von den ansässigen Indianern betrieben. Als die ersten Siedler in den 1640er Jahren eintrafen, brachten ihnen die Indianer den Umgang mit Harpunen bei, und bereits kurz darauf begannen diese mit der Entwicklung ausgereifterer Walfang-Methoden. Zu dieser Zeit kamen Wale in großen Mengen vor und wurden entweder in Küstennähe an Land gezogen oder im seichten Wasser harpuniert. Tran wurde in Edgartown bereits 1669 in kleinerem Umfang industriell für den lokalen Bedarf als Brennstoff für Kerzen und das Beheizen der Wohnhäuser hergestellt.
In den 1720er Jahren war der Walfang im Flachwasser und vor der Küste bereits weit verbreitet, bis er in den 1770er Jahren auch auf tiefere Gewässer ausgeweitet wurde. Dies war zunächst auf die Nordostküste beschränkt, wurde jedoch mit dem Rückgang der Grönlandwal-Population auch auf südliche Gewässer ausgeweitet. Die Fangfahrten beanspruchten dementsprechend mehr Zeit und dauerten regelmäßig rund zwei Wochen; in den 1840er Jahren wurden aber auch fünf Jahre dauernde Arktis-Expeditionen durchgeführt.
Der Walfang gewann stetig an Bedeutung, hatte jedoch ebenfalls unter den Folgen des Unabhängigkeitskriegs zu leiden. Im 19. Jahrhundert erfuhr dieser Wirtschaftszweig jedoch einen starken Aufschwung mit seiner stärksten Ausprägung zwischen 1820 und 1865 und brachte Edgartown großen Wohlstand ein. Allein zwischen 1835 und 1845 lebten 110 Kapitäne von Walfangschiffen in der Stadt. Herman Melville wurde zu dieser Zeit während seiner Fahrten mit Kapitän Valentine Pease zu seinem Roman Moby Dick inspiriert.
Das größte Unternehmen, das indirekt von den Walfängen profitierte, war die auf die Produktion von Tran und Kerzen spezialisierte Dr. Daniel Fisher & Company an der Ecke Pine und Main Street. Da das Unternehmen vertraglicher Lieferant der Leuchttürme in ganz Massachusetts war, stieg es in den 1850er Jahren zum größten Arbeitgeber der Stadt auf. Noch heute beeindruckt die opulente Villa des Firmeninhabers an der Main Street.
Weitere Wirtschaftszweige, jedoch weitaus weniger bedeutend waren Küfer, Flaschenzug-Hersteller und Schiffsbauer. Zur raschen Entwicklung der Stadt trug zudem der Handel mit den Westindischen Inseln und Neuengland bei, sodass Mitte des 19. Jahrhunderts in der wirtschaftlichen Bedeutung in Massachusetts der Walfang und die Herstellung von Produkten aus Barten bzw. anderen Nebenerzeugnissen an dritter Stelle nach Schuhen und Baumwolle rangierten.
In dieser Epoche war New Bedford Standort der weltgrößten Walfangflotte, in Massachusetts gefolgt von Nantucket und kleineren Häfen wie Edgartown und Provincetown. Am Höhepunkt des kommerziellen Walfangs um 1855 verfügten das Bristol County (New  Bedford und Fairhaven) über 388 Fangschiffe und 8821 Seeleute, Nantucket über 44 Schiffe und 1106 Mann Besatzung sowie das Dukes County (Edgartown) über 12 Schiffe mit 360 Seeleuten. Nur zehn Jahre später sanken diese Zahlen auf 193 Schiffe mit 2843 Beschäftigten im Bristol County und jeweils sieben Schiffe mit weniger als 200 Seeleuten in Nantucket und Dukes County. Einige Unternehmen verlegten ihre Aktivitäten von Nantucket nach Edgartown, weil die für länger dauernde Fangfahrten eingesetzten größeren Schiffe Schwierigkeiten hatten, die Sandbänke am Hafeneingang zu passieren.
Zum Niedergang der Walfangindustrie – nicht nur in Massachusetts – führten eine Vielzahl von Faktoren. Der wichtigste Grund bestand im Rückgang der Walbestände auch in arktischen Gewässern, aber auch die Entdeckung des Petroleums 1859 in Pennsylvania als kostengünstiger Ersatz für Waltran trug wesentlich dazu bei. Weitere Faktoren waren der allgemeine Nachfragerückgang nach Produkten aus Walen sowie der Ausbruch des Sezessionskriegs im Jahr 1861.

#### 1860 bis heute: Tourismus
Mit dem Rückgang der Walfangindustrie gewann Martha’s Vineyard zunehmend an Beliebtheit als Sommerfrische. Bereits 1835 gab es erste Methodisten-Camps im ländlich geprägten westlichen Teil von Edgartown, die bis 1880 gemeinsam mit Sommerurlaubern so zahlreich wurden, dass sich der Westteil der Stadt als Cottage City (seit 1907 Oak Bluffs) abspaltete.
Der Tourismus erreichte Edgartown selbst erst um 1880, als im Gebiet Starbuck’s Neck – benannt nach dem Siedler Samuel Starbuck, der im 18. Jahrhundert das Grundstück erwarb – zahlreiche Sommerhäuser entstanden. Die Bauherren waren zum einen die Investoren zum Aufbau von Cottage City, zum anderen wohlhabende Familien aus Boston und New York. Heute erstreckt sich die Ferienhaussiedlung vom Lovewell House an der North Water Street bis zur Fuller Street im Osten. Das unmittelbar am Hafen gelegene Harbor View Hotel war das erste größere Hotel, das im historischen Distrikt in dieser Epoche errichtet wurde. Von den späten 1920er bis in die frühen 1940er Jahre hinein wurden viele Bungalows und Gebäude im Colonial-Revival-Stil errichtet, um die noch freien Grundstücke zwischen den älteren Gebäuden zu füllen. Mit der Zunahme der Bebauungsdichte gingen auch die Bautätigkeiten zurück und wurden durch Restaurierungen älterer Gebäude abgelöst. Aufgrund der Finanzkraft ihrer Eigentümer konnten die Häuser und damit auch die Stadt Edgartown selbst durch fortwährende, schonende und akkurate Restaurierungen bis heute ihren Charakter des 19. Jahrhunderts weitgehend bewahren.

### Öffentliche Gebäude
Innerhalb des Distrikts befinden sich sechs Gebäude im Besitz der Regierung. Das älteste ist das Rathaus Edgartown Town Hall, eine ehemalige, von Frederick Baylis entworfene Methodistenkirche aus dem Jahr 1828. Sie wurde ursprünglich im Federal Style errichtet, jedoch Mitte des 19. Jahrhunderts im Zuge der Umwandlung in das Rathaus umgebaut. Im 20. Jahrhundert wurde das erste Stockwerk im Stil des Colonial Revival neu gebaut. Gegenüber dem Rathaus befindet sich das Gerichtsgebäude des Dukes County. Es wurde ebenfalls von Frederick Baylis entworfen und 1859 errichtet. Das Haus verfügt über zwei Stockwerke und weist sowohl Elemente des Greek Revival als auch des Italianate-Stils auf. Das County-Gefängnis wurde in den 1860er Jahren im Italianate-Stil errichtet. Die öffentliche Bibliothek im Stil der Neorenaissance stammt aus den Anfängen des 20. Jahrhunderts. Die übrigen beiden Gebäude sind die ehemalige Feuerwache und heutige Polizeistation aus dem frühen 20. Jahrhundert sowie der Leuchtturm Edgartown Harbor Light.
Im Distrikt stehen noch vier Schulgebäude aus dem 19. Jahrhundert, die heute allerdings anderen Zwecken dienen. Die 1825 errichtete Thaxter Academy wurde im Federal Style gebaut, während die Davis Academy eine Mischung der Baustile Federal und Greek Revival aufweist. Die ehemaligen Schulen North Public Schools und South Public School wurden 1850 mit Elementen des Greek Revival und des Italianate-Stils errichtet. Zu den im Privatbesitz befindlichen öffentlichen Bauwerken zählen sechs Kirchengebäude und die zugehörigen Gemeindehäuser. Diese sind in der folgenden Tabelle im Einzelnen dargestellt.
| Name                                  | Baujahr   | Werkstoff | Architekt        | Baustil                            | Bemerkung |
| ------------------------------------- | --------- | --------- | ---------------- | ---------------------------------- | --- |
| Federated Church                      | 1828      | Holz      | Frederick Baylis | Federal Style, Details im Adamstil | Nach Musterbüchern von Asher Benjamin entworfenes Gebäude.                                                         |
| Baptist Church                        | 1839      | Holz      | Frederick Baylis | Greek Revival                      | Tempelartiger Eingangsbereich mit vier Säulen in dorischer Ordnung.                                                |
| Whaling Church                        | 1842      | Holz      | Frederick Baylis | Greek Revival                      | Tempelartiger Eingangsbereich mit sechs Säulen in dorischer Ordnung.                                               |
| St. Andrew’s Episcopal Church         | 1899      | Stein     |                  | Gothic Revival                     | Bleiglasfenster entworfen von Louis Comfort Tiffany.                                                               |
| St. Elizabeth’s Roman Catholic Church | 1933–1934 | Holz      |                  | Mission Revival                    | |
| Gemeindehaus                          |           | Holz      |                  | Viktorianisch                      | Wird von der Gemeinde St. Elizabeth genutzt und befindet sich an der Ecke Pease’s Point Way South und High Street. |

### Geschäftsgebäude
Die meisten Immobilien im Gewerbegebiet im Zentrum von Edgartown sind ehemalige Wohnhäuser, die teilweise noch aus dem 19. Jahrhundert stammen und heute von Gewerbebetrieben genutzt werden. Industriegebäude gibt es dort hingegen keine.
Die meisten Gebäude bestehen aus Holz und sind zwar freistehend, zugleich jedoch dicht aneinander gebaut, so dass der Eindruck von Reihenhäusern entsteht. Aus den 1830er Jahren sind noch drei Häuser im Federal Style bzw. im Stil des Gothic Revival erhalten: Die Gothic Hall, das ehemalige Zollhaus und ein unbenanntes Gebäude mit einem reich verzierten Karnies. Charakteristisch für Gewerbeimmobilien dieser Zeit ist eine einstöckige Bauweise mit Giebel-Fassaden sowie teilweise mit kunstvoll dekorierten, jedoch vorgetäuschten Vorderseiten, wie sie beispielsweise beim Gouldey Office oder auch am Gebäude der Edgartown National Bank aus dem Jahr 1855 zu erkennen sind.
Gewerbegebäude des späten 19. und frühen 20. Jahrhunderts nutzten zwar dieselben Materialien und besaßen eine vergleichbare Größe mit älteren Gebäuden dieser Art, wiesen jedoch neue dekorative Details auf. Das Haus an der Ecke Winter und North Water Street ist mit seiner Fassade im Queen Anne Style – ergänzt um Elemente des Arts and Crafts – das am besten erhaltene Beispiel hierfür. Völlig neu in dieser Periode entstanden Gästehäuser und Hotels, von denen das ca. 1895 im Queen Anne Style errichtete und heute noch bestehende Harbor View Hotel an der North Water Street das größte war.

### Sonstige Gebäude
Innerhalb des Distrikts können vier Museen besichtigt werden: Das Bliss House an der North Water Street (betrieben von der Organisation Historic New England), das Thomas Cooke House an der Cooke Street (betrieben von der Dukes County Historical Society), das Vincent House zwischen der Main Street und dem Pease’s Point Way North (betrieben von der Martha’s Vineyard Historic Preservation Society) und die 1981 ebenfalls von der Martha’s Vineyard Historic Preservation Society restaurierte Whaling Church. Mit der Ausnahme der genannten Museen werden Erhaltungsmaßnahmen in Edgartown praktisch ausschließlich von Privatpersonen durchgeführt.

## Im NRHP eingetragene Straßenzüge
Der Eintrag im NRHP umfasst rund 500 Gebäude, die auf eine Vielzahl von Straßenzügen aufgeteilt sind. Die folgende Tabelle stellt diese in einem Überblick dar.
| Straße                    | Belegte Fläche                 | Anzahl Gebäude | Architekturstile | Besondere Gebäude                                                                                                  | Quelle |
| ------------------------- | ------------------------------ | -------------- | --- | --- | ------ |
| Church Street             | 75.716 ft² (ca. 7.000 m²)      | 7              | Arts and Crafts, Greek Revival, Colonial Revival, Gothic Revival                                                                                    | Polizeistation | [ 13 ] |
| Cooke Street              | 256.789 ft² (ca. 23.900 m²)    | 26             | Arts and Crafts, Greek Revival, Italianate, Queen-Anne, Zeitgenössisch                                                                              | Edgartown Yacht Club                                                                                               | [ 14 ] |
| Cottage Street            | 180.334 ft² (ca. 16.800 m²)    | 15             | Arts and Crafts, Greek Revival, Colonial Revival, Gothic Revival, Viktorianisch, Zeitgenössisch                                                     | | [ 15 ] |
| Daggett Street            | 32.630 ft² (ca. 3.000 m²)      | 1              | Colonial Revival | | [ 16 ] |
| Davis Lane                | 91.788 ft² (ca. 8.500 m²)      | 8              | Greek Revival, Federal Style, Shingle Style, Viktorianisch, Zeitgenössisch                                                                          | | [ 17 ] |
| Dock Street               | 140.632 ft² (ca. 13.100 m²)    | 16             | Colonial Revival, Federal Style, Zeitgenössisch | Edgartown Yacht Club                                                                                               | [ 18 ] |
| Fuller Street             | 579.386 ft² (ca. 53.800 m²)    | 27             | Arts and Crafts, Greek Revival, Colonial Revival, Shingle Style, Viktorianisch                                                                      | | [ 19 ] |
| Gaines Way                | 135.556 ft² (ca. 12.600 m²)    | 2              | Arts and Crafts, Colonial Revival, Queen-Anne | | [ 20 ] |
| Green Avenue              | 31.077 ft² (ca. 2.900 m²)      | 4              | Greek Revival, Colonial Revival, Zeitgenössisch, Viktorianisch                                                                                      | | [ 21 ] |
| High Street               | 68.198 ft² (ca. 6.300 m²)      | 8              | Arts and Crafts, Colonial Revival, Zeitgenössisch, Viktorianisch                                                                                    | | [ 22 ] |
| Kelley Street             | 26.902 ft² (ca. 2.500 m²)      | 2              | Colonial Revival, Greek Revival, Zeitgenössisch | | [ 23 ] |
| Main Street               | 812.250 ft² (ca. 75.500 m²)    | 60             | Arts and Crafts, Greek Revival, Colonial Revival, Mission Revival, Gothic Revival, Federal Style, Queen-Anne, Viktorianisch, Zeitgenössisch         | Kirche Old Whaling Church, Rathaus (ehem. Methodistenkirche), Gericht von Dukes County, Gefängnis von Dukes County | [ 24 ] |
| Mayhew Lane               | 17.620 ft² (ca. 1.600 m²)      | 2              | Zeitgenössisch | | [ 25 ] |
| Mill Street               | 4.768 ft² (ca. 440 m²)         | 1              | Greek Revival | | [ 26 ] |
| Morse Street              | 204.801 ft² (ca. 19.000 m²)    | 22             | Arts and Crafts, Greek Revival, Viktorianisch, Zeitgenössisch                                                                                       | | [ 27 ] |
| North Summer Street       | 180.497 ft² (ca. 16.800 m²)    | 20             | Arts and Crafts, Greek Revival, Gothic Revival, Colonial Revival, Federal Style, Shingle Style, Zeitgenössisch                                      | | [ 28 ] |
| North Water Street        | 1.168.591 ft² (ca. 108.600 m²) | 66             | Arts and Crafts, Greek Revival, Colonial Revival, Federal Style, Shingle Style, Queen-Anne, Italianate, Viktorianisch, Georgianisch, Zeitgenössisch | Edgartown Harbor Light, öffentliche Bibliothek                                                                     | [ 29 ] |
| Norton Street             | 73.705 ft² (ca. 6.800 m²)      | 11             | Greek Revival, Viktorianisch, Zeitgenössisch | | [ 30 ] |
| Oliver Street             | 65.204 ft² (ca. 6.100 m²)      | 3              | Greek Revival, Viktorianisch | | [ 31 ] |
| Pease’s Point Way (North) | 610.524 ft² (ca. 56.700 m²)    | 25             | Arts and Crafts, Greek Revival, Gothic Revival, Colonial Revival, Queen-Anne, Viktorianisch, Zeitgenössisch                                         | | [ 32 ] |
| Pease’s Point Way (South) | 551.440 ft² (ca. 51.200 m²)    | 15             | Arts and Crafts, Greek Revival, Italianate, Second Empire, Viktorianisch, Zeitgenössisch                                                            | Friedhof | [ 33 ] |
| Pent Lane                 | 19.109 ft² (ca. 1.800 m²)      | 4              | Greek Revival, Zeitgenössisch | | [ 34 ] |
| Pierce Lane               | 12.150 ft² (ca. 1.100 m²)      | 1              | Greek Revival | | [ 35 ] |
| Planting Field Way        | 33.708 ft² (ca. 3.100 m²)      | 3              | Greek Revival | | [ 36 ] |
| School Street             | 268.991 ft² (ca. 25.000 m²)    | 28             | Arts and Crafts, Greek Revival, Federal Style, Italianate, Egyptian Revival, Queen-Anne, Georgianisch, Viktorianisch, Zeitgenössisch                | | [ 37 ] |
| Simpson’s Lane            | 79.290 ft² (ca. 7.400 m²)      | 10             | Arts and Crafts, Greek Revival, Federal Style, Zeitgenössisch                                                                                       | | [ 38 ] |
| Sheriff’s Lane            | 12.236 ft² (ca. 1.100 m²)      | 1              | Zeitgenössisch | | [ 39 ] |
| South Summer Street       | 301.344 ft² (ca. 28.000 m²)    | 32             | Arts and Crafts, Greek Revival, Gothic Revival, Federal Style, Italianate, Queen-Anne, Second Empire, Georgianisch, Viktorianisch, Zeitgenössisch   | | [ 40 ] |
| South Water Street        | 649.640 ft² (ca. 60.400 m²)    | 48             | Greek Revival, Colonial Revival, Federal Style, Shingle-Style, Italianate, Queen-Anne, Georgianisch, Viktorianisch, Zeitgenössisch                  | | [ 41 ] |
| Starbuck Neck Road        | 320.918 ft² (ca. 29.800 m²)    | 6              | Arts and Crafts, Colonial Revival, Shingle-Style, Queen-Anne                                                                                        | | [ 42 ] |
| Thayer Street             | 43.400 ft² (ca. 4.000 m²)      | 2              | Greek Revival, Colonial Revival, Zeitgenössisch | | [ 43 ] |
| Tilton Way                | 37.579 ft² (ca. 3.500 m²)      | 5              | Zeitgenössisch | | [ 44 ] |
| West Tisbury Road         | 56.628 ft² (ca. 5.300 m²)      | 1              | Zeitgenössisch | | [ 45 ] |
| Winter Street             | 56.628 ft² (ca. 5.300 m²)      | 10             | Arts and Crafts, Greek Revival, Federal Style, Viktorianisch,                                                                                       | | [ 46 ] |